# Castelo de Trausnitz

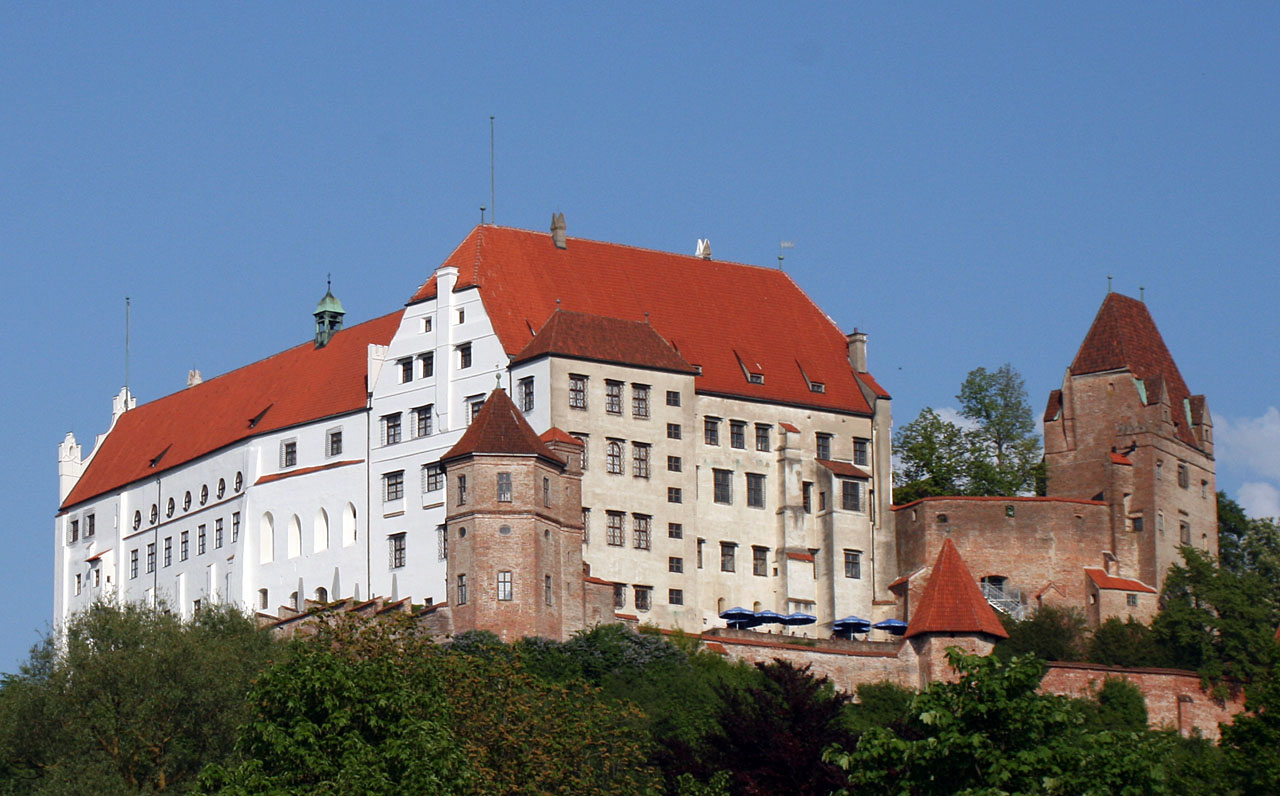
O Burg Trausnitz visto de oeste.

O Burg Trausnitz é um castelo localizado acima do centro histórico da cidade de Landshut, capital da região da Baixa Baviera, na Gemeinde Berg ob Landshut (área montanhosa de Landshut). Em 1928, o castelo foi incorporado em Landshut, juntamente com aquela área montanhosa.

## Localização
O castelo está localizado no centro da região montanhosa da Baixa Baviera (Unterbayerisches Hügelland), a uma altitude de cerca de 500 metros acima do nível do mar, no ponto mais alto do esporão de uma encosta íngreme, o chamado Hofberg. O planalto fica directamente sobre a cidade de Landshut e o Rio Isar, na Gemarkung Berg ob Landshut. O castelo é rodeado por florestas e a norte é seguido pelo jardim da corte. Este parque foi o antigo jardim palaciano do castelo, acessível à população de Landshut como um parque público desde 1837. Os Jardins do Duque (Herzoggarten) foram reorganizados em 1784 por Friedrich Ludwig von Sckell e pelo seu irmão Matthias.

## História

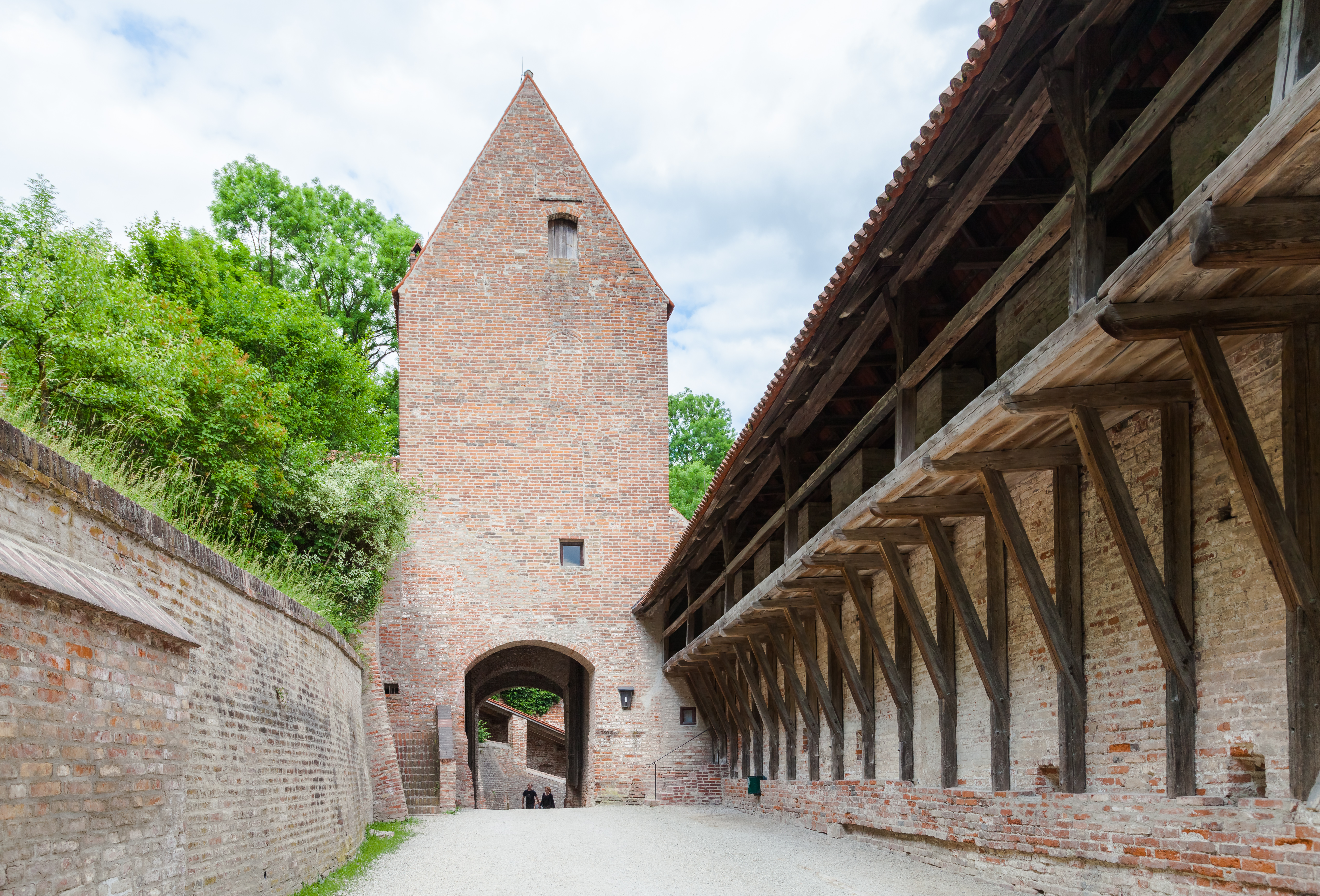
Adarve do castelo.

### História inicial
Durante as escavações realizadas no terreno do castelo entre Novembro de 2001 e Abril de 2002, provou-se a existência de duas fortificações mais antigas. Também havia alguns fragmentos de cerâmica, provavelmente resultantes da Cultura dos Campos de Urnas. Portanto, é assumido que a primeira defesa surgiu já na Pré-história.
Achados de fragmentos de cerâmica datados dos séculos IX/X surgem na segunda fortificação no período da Alta Idade Média. Estas estruturas eram, provavelmente, feitas de madeira, não se podendo excluir a existência duma muralha de pedra.

### Os anos de fundação

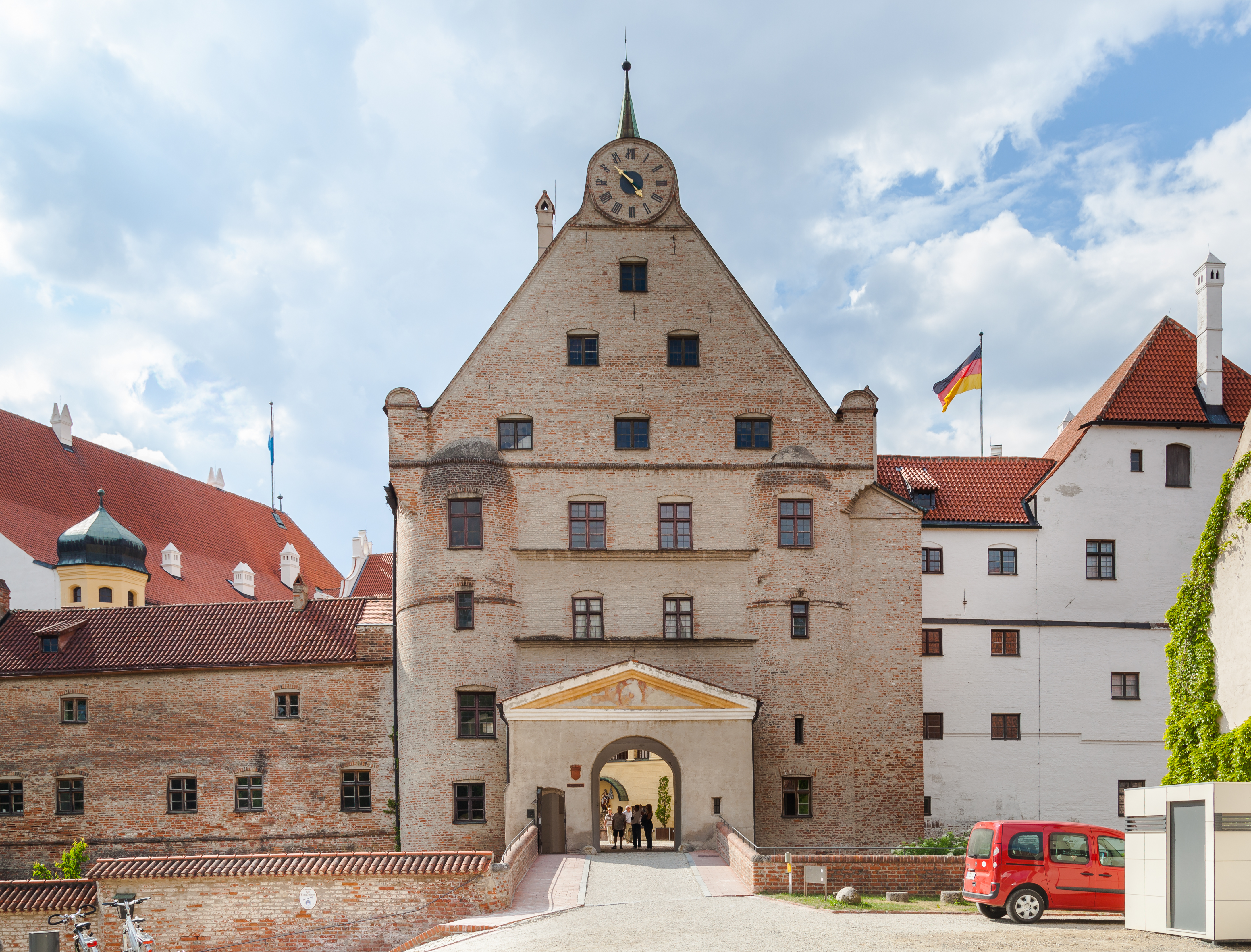
Entrada principal (lado sul).

Uma parte do actual complexo foi construída antes da fundação da cidade de Landshut e mencionado por volta do ano 1150 como Landeshuata (Landeshut = "custódia e protecção das terras"). Tratava-se particularmente duma torre de vigia em madeira que, mais tarde, serviu para dar nome à cidade recém-formada.
O castelo de hoje data, nas suas partes mais antigas, de 1204, quando o Luís I da Baviera fundou a cidade de Landshut. O ano exacto da fundação do castelo é conhecido graças aos anais do abade Hermann von Niederaltaich, onde se diz em latim: "Lvdwicus dux Bawariae castrum et oppidum in Lantshvt construere cepit" (Luís da Baviera, começou a erguer um castelo e uma povoação em Landshut). Em 1227 nasceu no castelo Isabel da Baviera, filha do Otão II da Baviera e, mais tarde, rainha consorte da Germânia, Sicília e Jerusalém pelo seu casamento com Conrado IV da Germânia. Em 1235 o castelo estava praticamente concluído quando o Imperador Frederico II foi recebido como convidado em Landshut. Nesse período, o castelo foi um centro da política imperial e da cultura dos Hohenstaufen. Entre outros hóspedes do castelo contam-se Minnesängers como Tannhäuser e Walther von der Vogelweide. Para o adorno e esculturas do castelo foi trazido especificamente um escultor de Estrasburgo. O Duque Luís e o seu filho Oto II dirigiram as primeiras Chancelarias do Estado da Baviera (Bayerische Staatskanzlei).

### Apogeu como corte ducal bávara

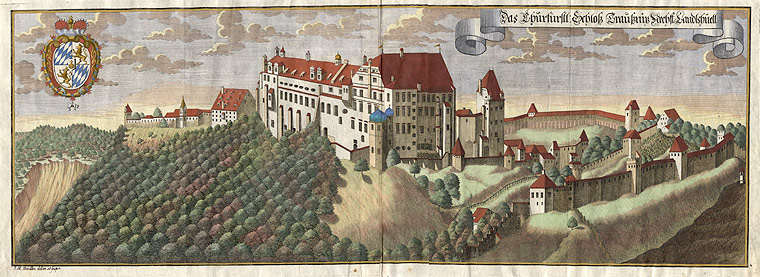
O Burg Trausnitz por Michael Wening.

No século XV, os chamados ricos duques da Baviera-Landshut, Luís IX, o Rico, e Jorge, o Rico, mandaram expandir o castelo. Isso resultou na elevação das muralhas de cintura e na criação da nova Dürnitz (espaço aquecido) e das torres de cerca.

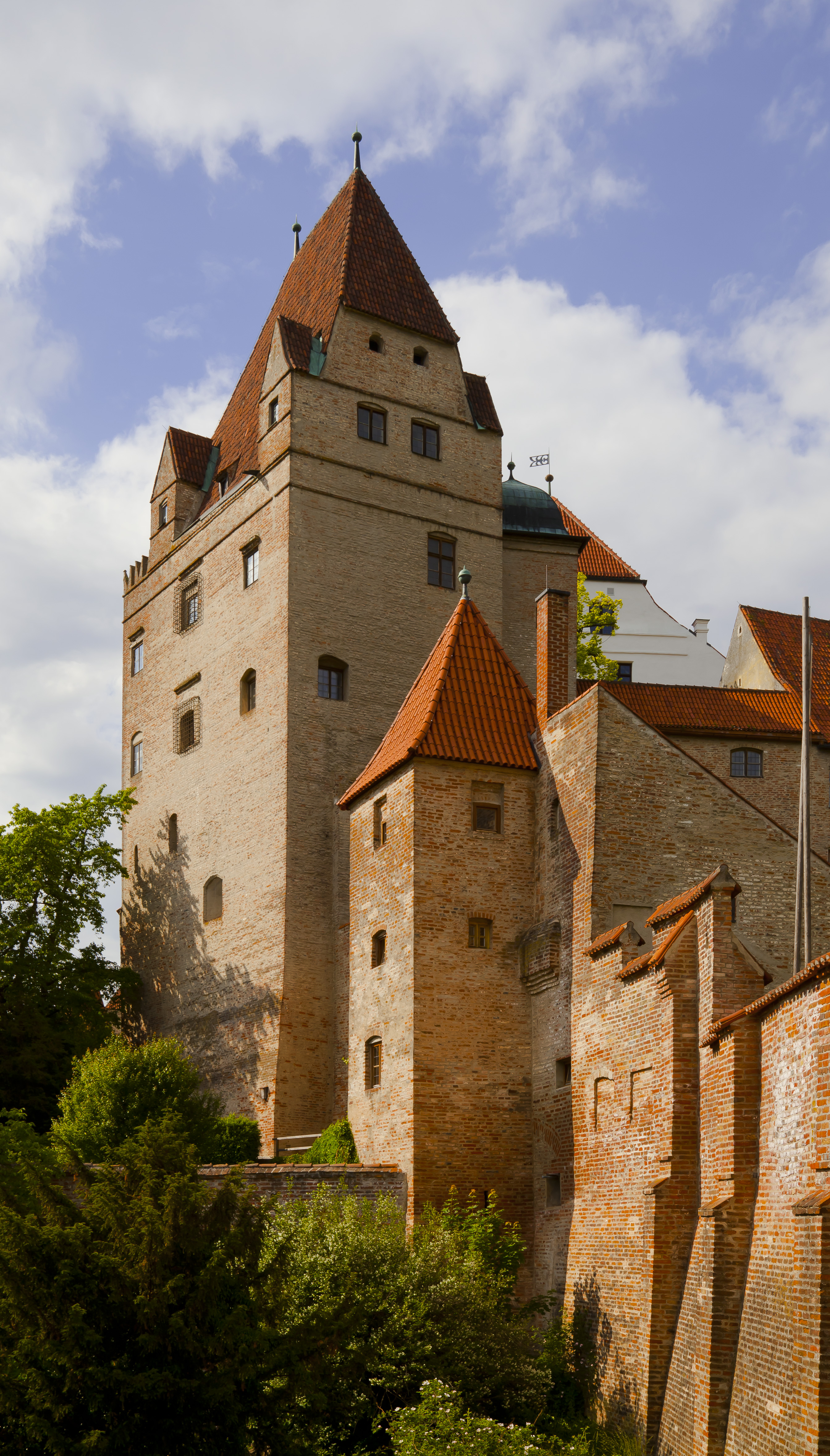
Imagem da Torre Wittelsbach (Wittelsbacher Turm).

No século XVI, o Landeshuata foi então renomeado como Burg Trausnitz (Traus nitz = não ouso) e até 1503 foi quase continuamente sede ducal dos baixo-bávaros Wittelsbach. A partir de 1516, o Duque Luís X mandou converter o Burg Trausnitz num palácio renascentista. No entanto, pouco resta deste período. Com base num modelo de cidade personalizado de 1572, elaborado pelo ebanista Jakob Sandtner, natural de Straubing, para Alberto V, o qual viveu no castelo com a sua esposa, Ana de Habsburgo-Jagelão, até à sua entronização, pode ver-se que naquela época o pátio externo estava construído em estreita ligação com os edifícios agrícolas, os quais já não existem actualmente. Até 1573 Hans Donauer trabalhou nos afrescos no Salão dos Cavaleiros (Rittersaal).
O castelo passou por uma outra bolha cultural devido a Guilherme V que, de 1568 a 1579, durante o seu período como príncipe-herdeiro, trouxe para a sua corte muitos e significativos músicos, artistas e comediantes. Em 1573 mandou construir a primeira cervejaria (hofbräuhaus) bávara no castelo e produziu cerveja preta até 1590, mas em
27 de Setembro de 1589 o edifício da Münchner Hofbräuhauses já estava pronto para fornecer as cortes dos Wittelsbach e os seus funcionários. Entre 1568 e 1578, o complexo de Guilherme V foi convertido por Friedrich Sustris num palácio com pátio onde existiam três pisos de arcadas. As pinturas de parede resultantes desse período, ao estilo do Maneirismo florentino, foram em grande parte destruídas num incêndio em 1961.

### A Idade Moderna

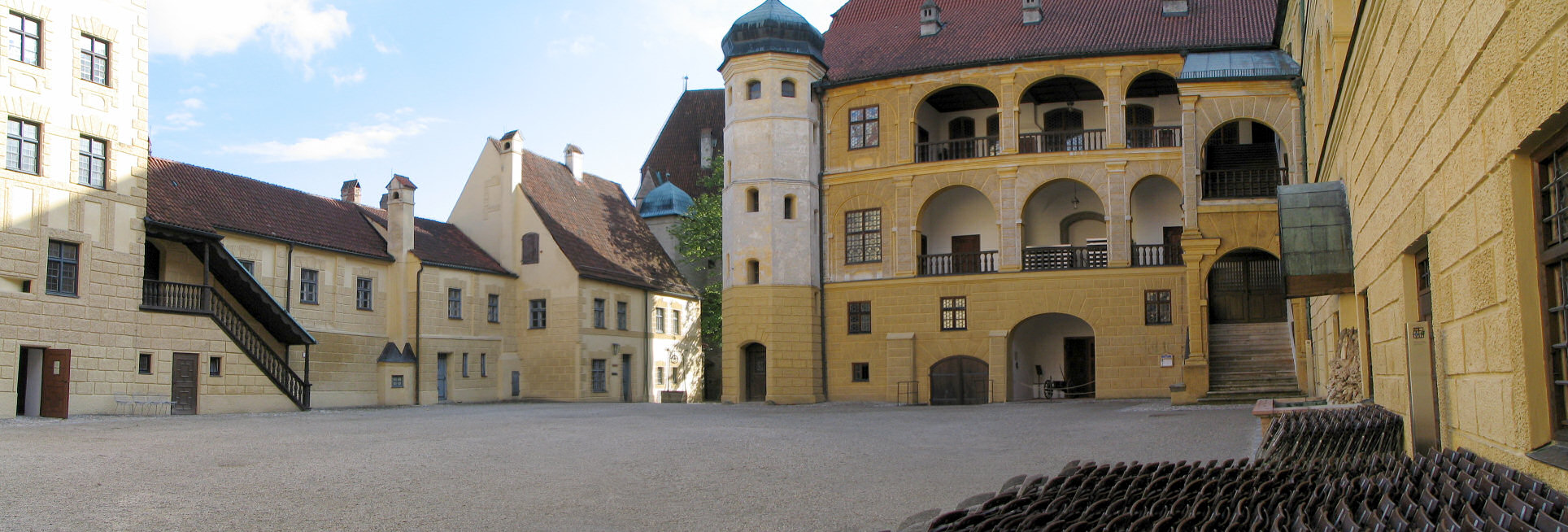
Pátio interior do Burg Trausnitz.

Durante a Guerra dos Trinta Anos, a cidade de Landshut e o castelo foram cercados pelos suecos no dia 22 de Julho de 1634. O lado oriental do complexo foi atingido, o que resultou na abertura duma grande brecha na muralha, por onde os suecos conseguiram entrar. O portão que se encontra nesse local chama-se, por causa desse incidente, "Portão dos Suecos" (Schwedentor).
Entre 1675 e 1679, o Eleitor Fernando Maria mandou espandir as pinturas murais, hoje destruídas.
No século XVIII, os ultrapassados apartamentos do castelo já não correspondiam ao gosto barroco dos príncipes-eleitores. Durante esse período, o Burg Trausnitz serviu, entre outras coisas, como caserna e cadeia para prisioneiros nobres. A manufactura de seda e de lã foi criada em 1762, mas esteve em actividade apenas alguns anos. Desde essa época, também estiveram nas salas do castelo os registos das rendas do amt eleitoral, a partir dos quais se desenvolveram os Arquivos de Estado da Baixa Baviera, existentes em Trausnitz até hoje.

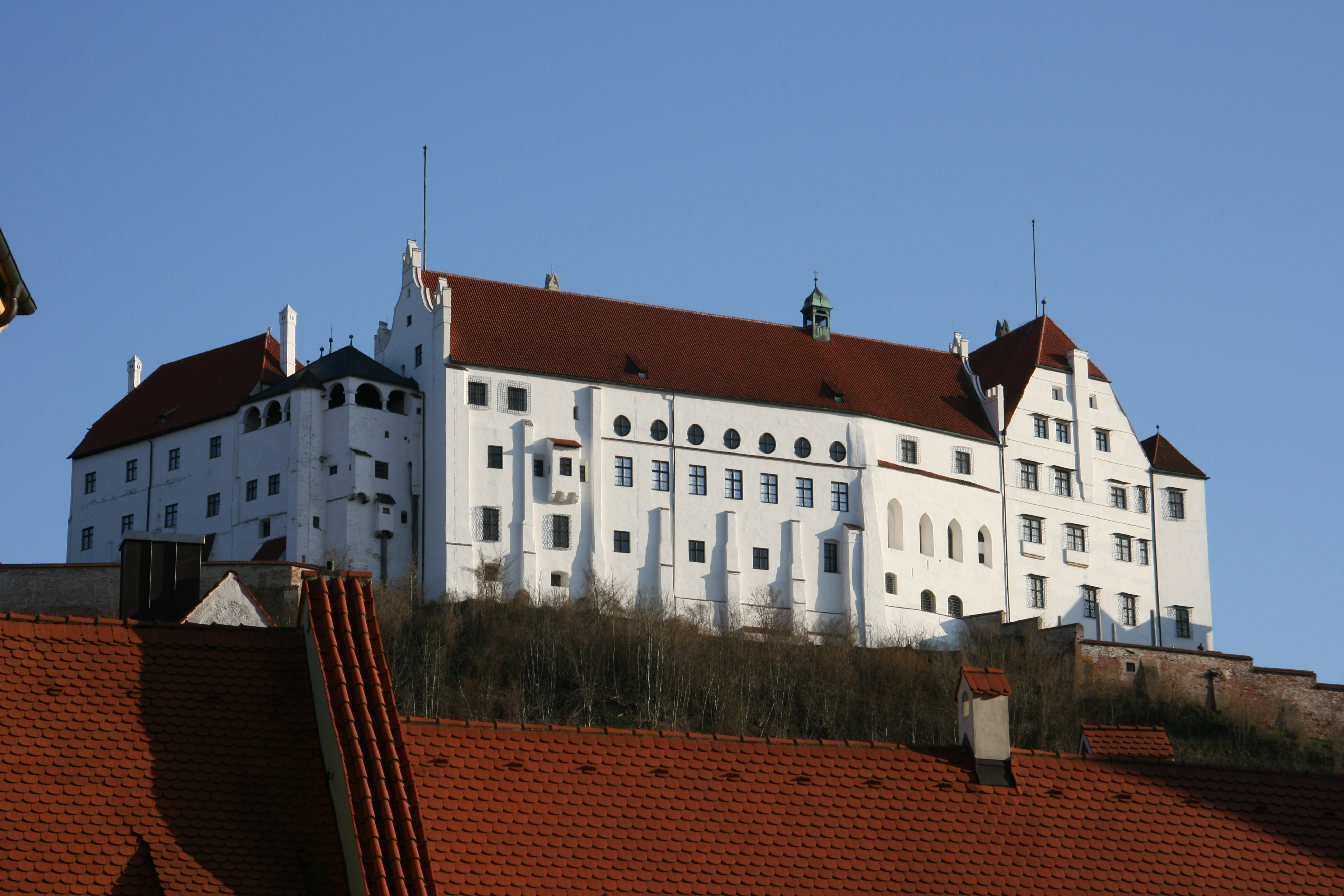
Vista do Burg Trausnitz a partir do cemitério Martin.

No início do século XIX, o castelo serviu novamente como caserna e como lazareto, até que finalmente, a partir de 1831, surgiu ali um hospital de cólera. O Rei Luís II mandou construir, entre 1869 e 1873, esplêndidas salas no segundo andar do edifício dos príncipes (Fürstenbau) . O inventário foi criado por Anton Pössenbacher. Joseph Knabl executou, para a Capela de São Jorge (Georgskapelle), a Nossa Senhora como Patrona Bavariae com o Menino Jesus, frente à qual se ajoelha o Rei Luís II como Grão-prior da Ordem de São Jorge.
No dia 18 Novembro de 1901 faleceu no castelo Josef Edmund Jörg, um político, historiador, jornalista e arquivista bávaro que, ao longo da sua vida, administrou e ordenou os arquivos da Baixa Baviera em nome do governo de Luís II, ganhando mais tarde o apelido de "Ermita de Trausnitz" (Einsiedler auf der Trausnitz). A partir de 1924, Rudolf Esterer ficou responsável pelo restauro do castelo como arquitecto da Administração Bávara dos Palácios, Jardins e Lagos Estatais (Bayerische Verwaltung der staatlichen Schlösser, Gärten und Seen. O castelo pertenceu até 1928 à Gemeinde Berg ob Landshut, ano em que foi incorporado em Landshut como parte daquela comunidade de montanha. O nome da comunidade foi oficialmente abolido em 1961 (Resolução do Governo da Baixa Baviera, de 28 de Março de 1961 - Nr. II/4 - 4055 L 1).
Em 2009 recebeu 62.400 visitantes, um aumento de 25%.

## Estrutura

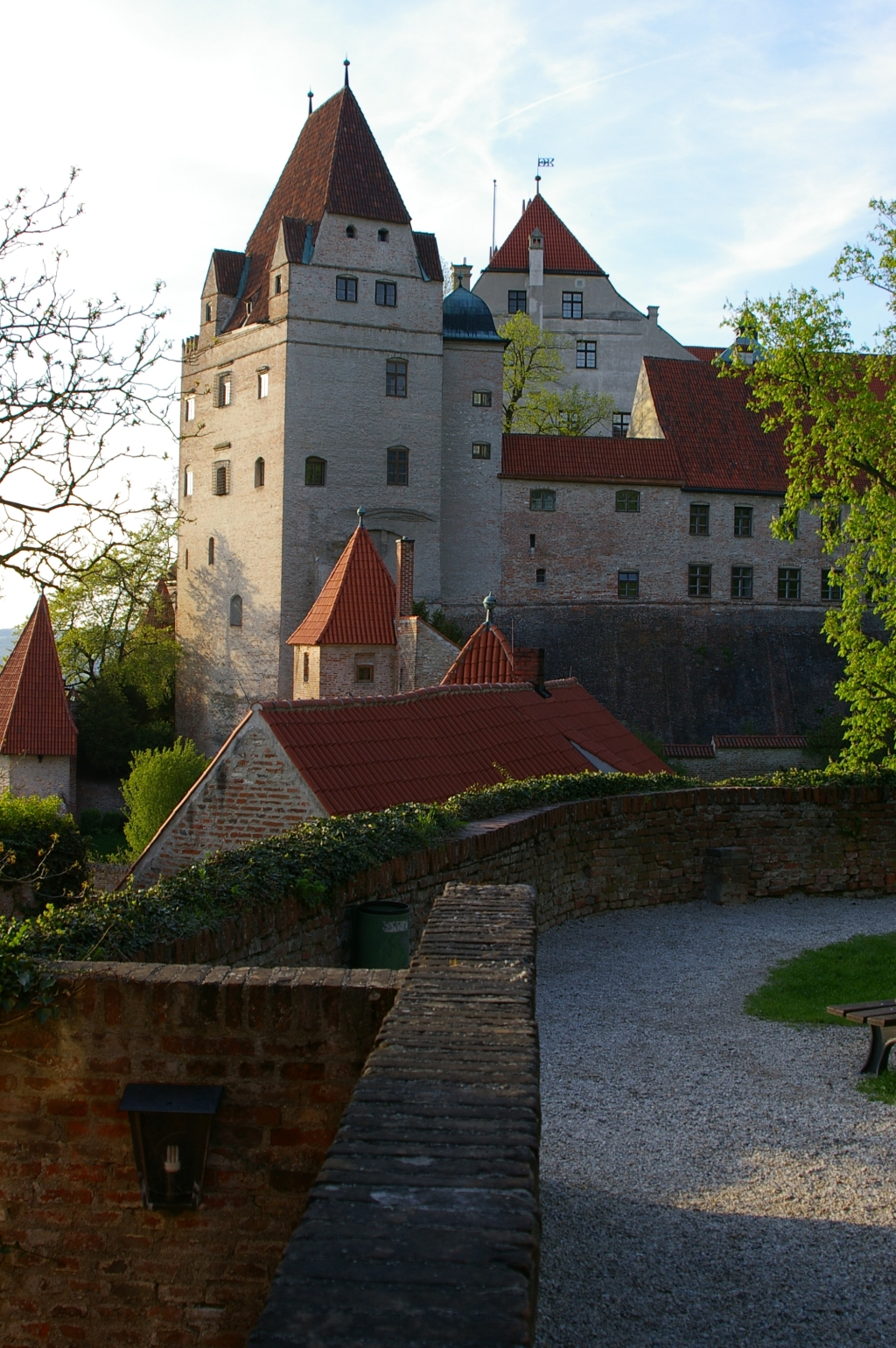
Imagem do edifício principal visto para sul.

Na extremidade sudoeste do monte fica a área principal do castelo (hauptburg). O pátio era delimitado pelo chamado Pfaffenstöckl e pelo portão de dupla torre - mais tarde alterado estruturalmente - pela casa do guarda do palácio, pela torre de menagem - a chamada Torre Wittelsbach (Wittelsbacher Turm) - pelo Edifício dos Príncipes (Fürstenbau), pelo antigo palácio, pelo alpendre italiano, pela capela, pelo edifício do Salão dos Cavaleiros (Dürnitzbau), pelo Söller e pelo Piso das Damas (Damenstock). A sul e sudoeste estende-se um zwinger com torres. O pátio exterior (vorburg), com o edifício dos estábulos da corte e o edifício da adega, fica na área dianteira leste. No lado sudeste do pátio exterior fica um portão do zwinger, que antes tinha quatro portões do castelo.
A fortificações medievais permanecem, em grande parte, intactas. Os elementos mais antigos do hauptburg, datados do período entre 1204 e 1230/1240, foram construídos no chamado estilo gótico cisterciense. As estruturas dessa época incluem a muralha de cintura, a torre de menagem, o palácio, a tardo-românica Capela de São Jorge - à qual pertencem os mais importantes exemplos de escultura do século XIII na região da Baviera - o antigo Dürnitz - com 245 m² de área e duas naves - e o portão de dupla torre, todas elas remodeladas muitas vezes.
A partir do século XV foram empreendidas construções de grande porte no núcleo. Entre estas, o pequeno Dürnitz e o Weiße Saal (Salão Branco), um salão de cerca de 240 m² com dois pisos situado sobre o antigo Dürnitz, concebido como grande salão de festas embora, provavelmente, nunca tenha sido completamente concluído, uma vez que faltam as habituais pinturas murais. Em 1494 o castelo passou a dispor duma nova torre de menagem.

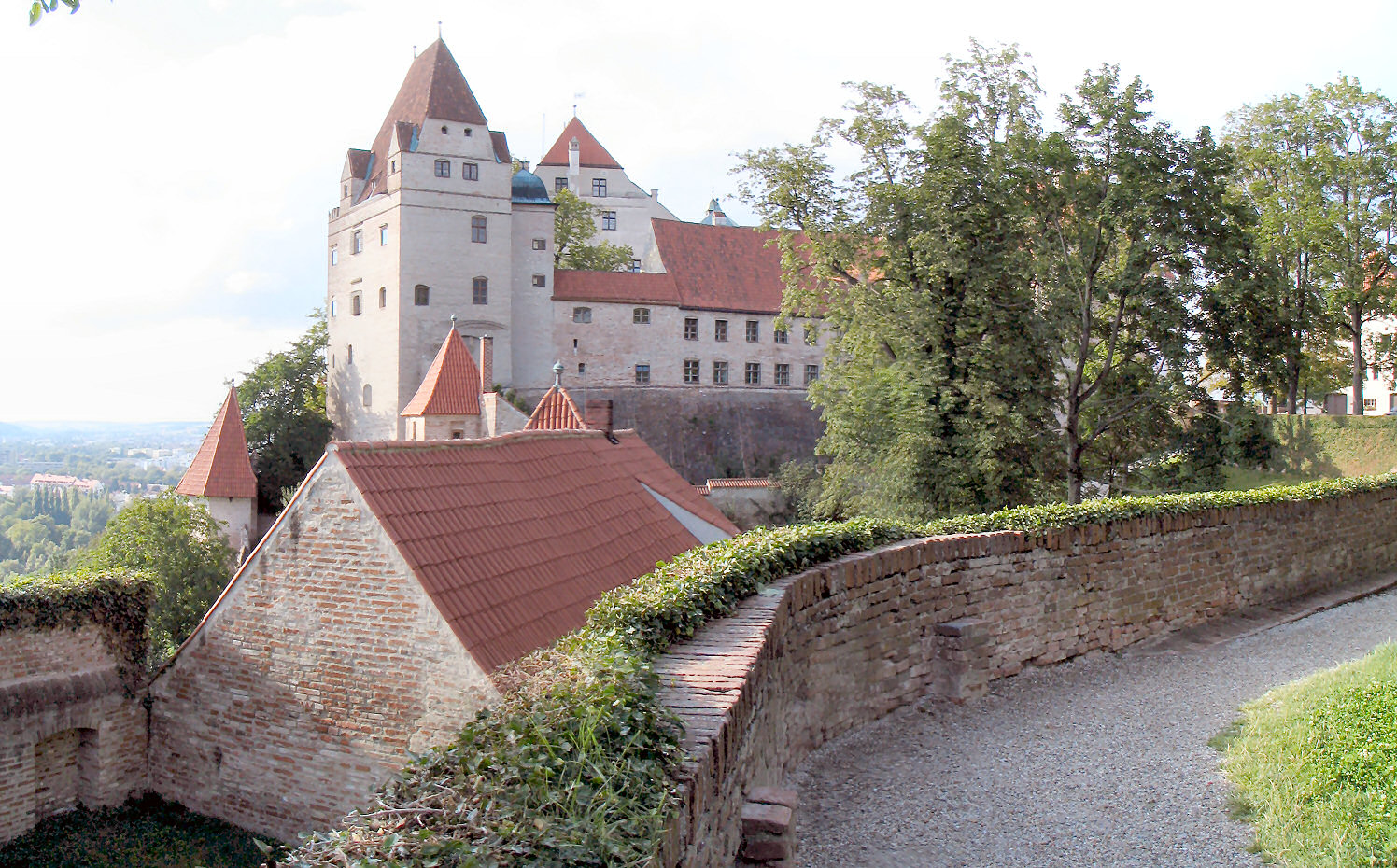
Vista panorâmica do edifício principal para sul.

Entre 1516 e 1545, sob o Duque Luís X, foram empreendidos amplos trabalhos de arranjo interior com fins representativos.
A partir de 1575, o Trausnitz foi reconstruído sob o Príncipe Guilherme de forma a tornar-se num palácio fortificado em estilo do Renascimento italiano, sendo as fachadas dos pisos em galeria do pátio interior equipadas com extensas arcadas e a continuidade das juntas de alvenaria estruturadas com recurso a pilastras lisas. Para o planeamento e direcção dos trabalhos, Guilerme V contratou o pintor germano-holandês Friedrich Sustris, que já tinha trabalhado anteriormente em Augsburg para os Fugger e tivera uma ampla educação na corte dos Grão-duques da Toscânia em Florença.

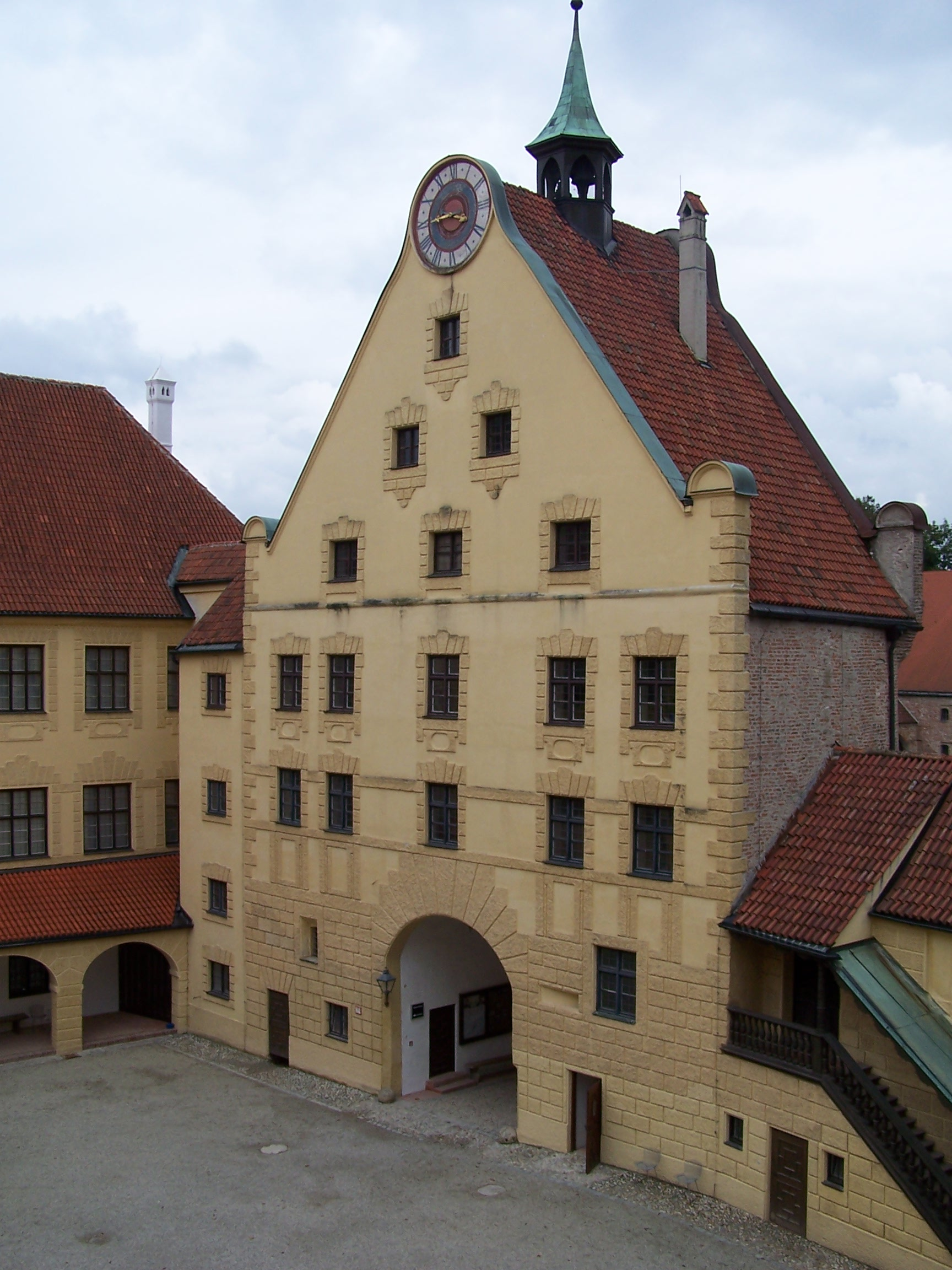
Portaria, lado do pátio.

Sustris deixou o Edifício Dürnitz (Dürnitzbau) com uma fachada de três pisos e criou galerias abertas nos andares superiores. Também tomou este conceito na reconstrução do Edifício dos Príncipes (Fürstenbau), uma ala curta do castelo que se conecta com a parte sul. Entre as duas fachadas, ergueu uma escadaria no pátio do castelo, também aberta por arcadas.
No lado oeste do Edifício dos Príncipes foi erguido um alpendre rectangular, o chamado "Alpendre Italiano" (Italienische Anbau), que acomoda uma escadaria e um gabinete em cada andar com abóbada em caixotão e pintada em estilo renascença italiano. Esta escadaria está decorada com figuras da Commedia dell’arte em tamanho natural, pintadas por Alessandro Paduano, sendo por isso conhecida como "escadaria dos tolos" (narrentreppe).
Também o Söller, já conhecido em 1493 por este nome, conheceu nesta fase a sua forma final com arcada de arcos de volta perfeita. O tecto passou a ser decorado com rosetas, no lado leste foi construída uma pequena torre-escada e no lado sul um coreto em alvenaria.

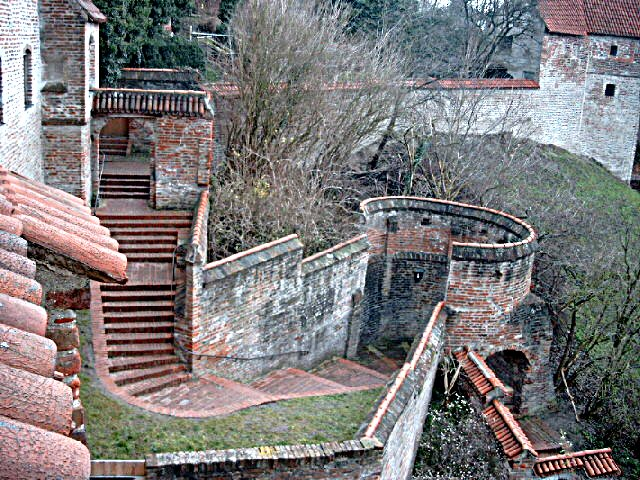
A Escadaria dos Príncipes (Fürstentreppe).

Durante a Guerra dos Trinta Anos, por causa dos ataques dos suecos a Landshut e ao castelo, as muralhas exteriores e as fortificações foram reforçadas. No lance de assalto ao castelo, no dia 22 de Julho de 1634, grande parte dos edifícios agrícolas no pátio exterior foram muito danificados, tendo que ser demolidos depois disso, não tendo lugar qualquer reconstrução. No lugar desses edifícios encontra-se actualmente o "Prado Sueco" (Schwedenwiese).
No dia 21 de Outubro de 1961, o Edifício dos Príncipes ardeu. O fogo sacrificou quase todas as pinturas, os móveis e decorações do palácio, assim como os magníficos apartamentos mandados executar pelo Rei Luís II. Foram preservadas Narrentreppe no alpendre italiano e a Capela de São Jorge. No recém-reconstruído Edifício dos Príncipes encontra-se actualmente o arquivo Estatal de Landshut.
A partir da cidade velha, a chamada Escadaria dos Príncipes (Fürstentreppe) - também conhecida popularmente como Ochsenklavier (piano-boi) - conduz ao pátio externo do castelo. Tratava-se de um caminho em tijolo, com reforços laterais, construído de forma que os cavalos fossem capazes de subir a montanha.
No restaurado Piso das Damas (Damenstock) pode ser vista, desde Setembro de 2004, a "Câmara de Arte e Curiosidades do Burg Trausnitz" como um novo ramo museológico dos Bayerischen Nationalmuseums (Museus Nacionais da Baviera). Em forma reconstruída, mostra a Colecção do Duque Alberto V, que inicialmente estava em Munique, no segundo andar do Alte Münze, e foi utilizada principalmente para fins de representação.

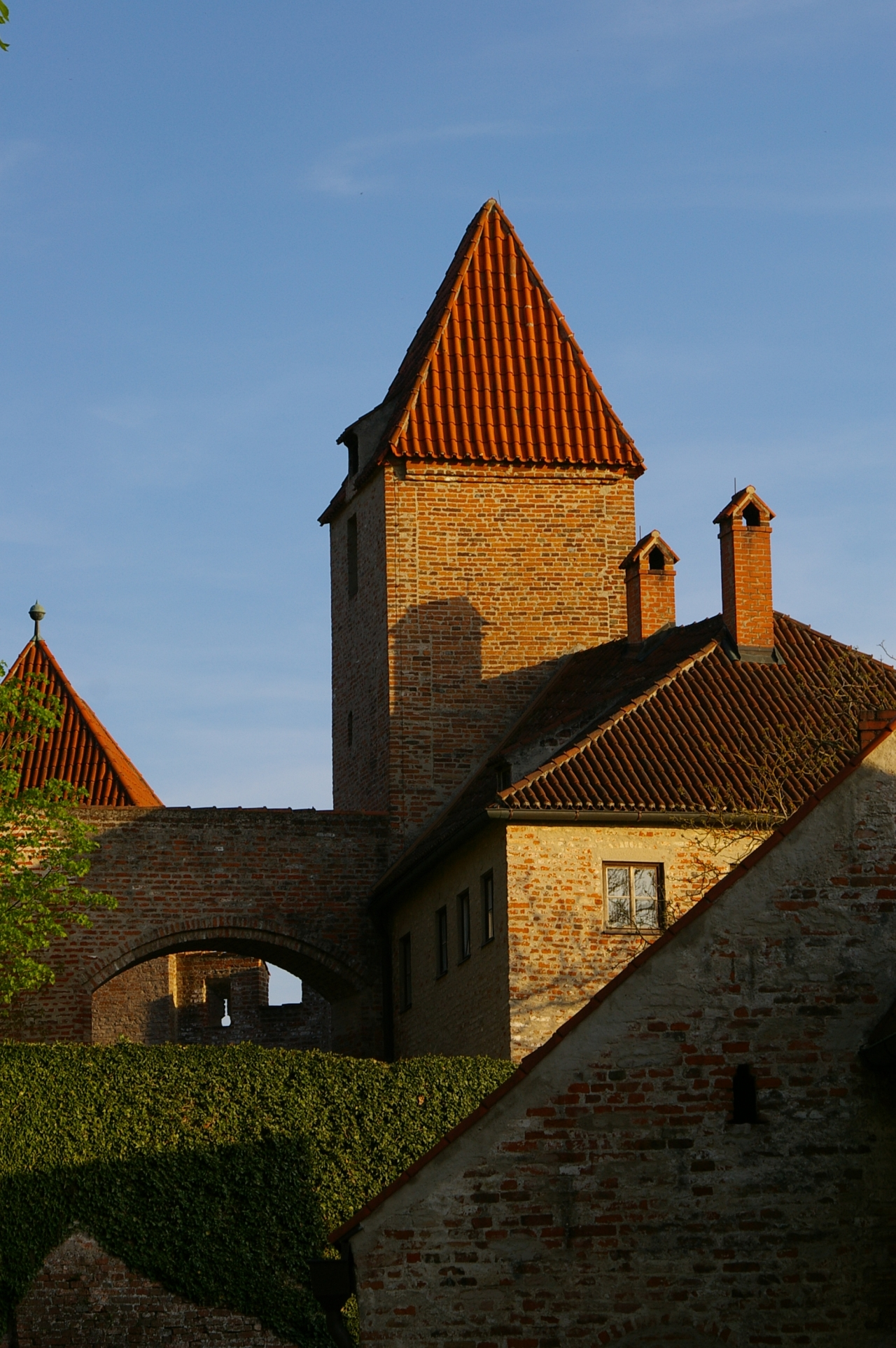
Vista a partir do edifício principal para sul
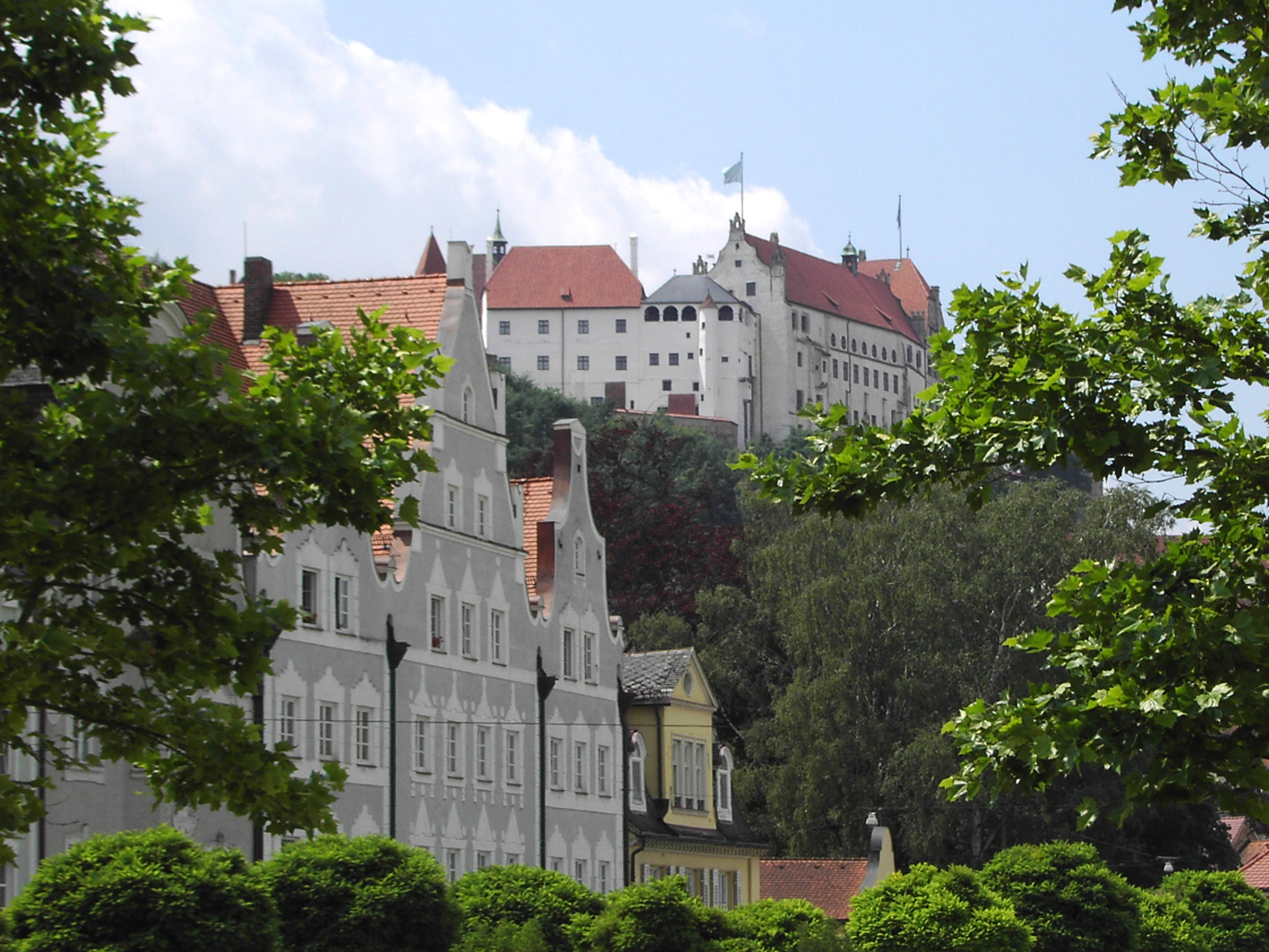
Vista do Freyung
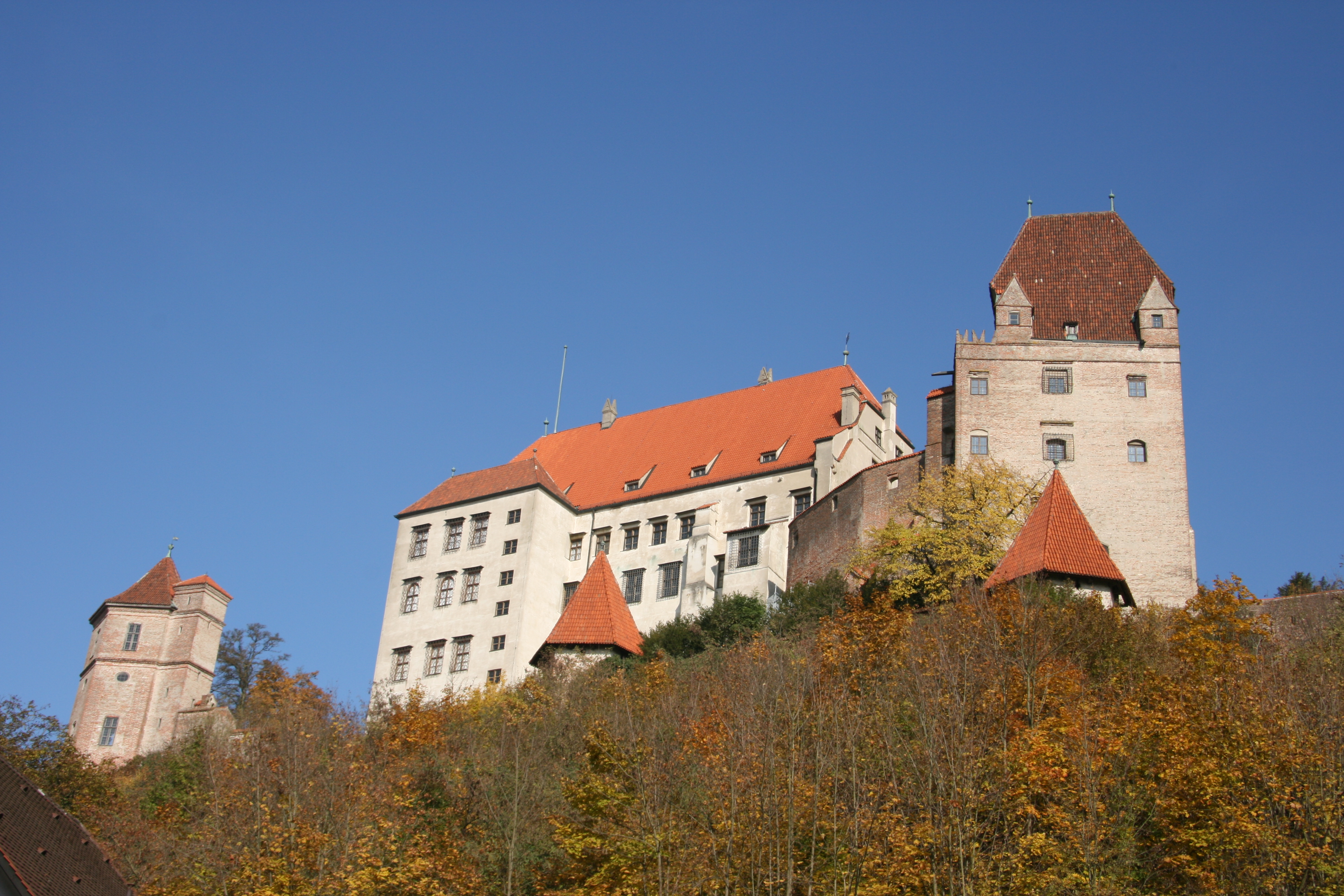
lado ocidental do castelo
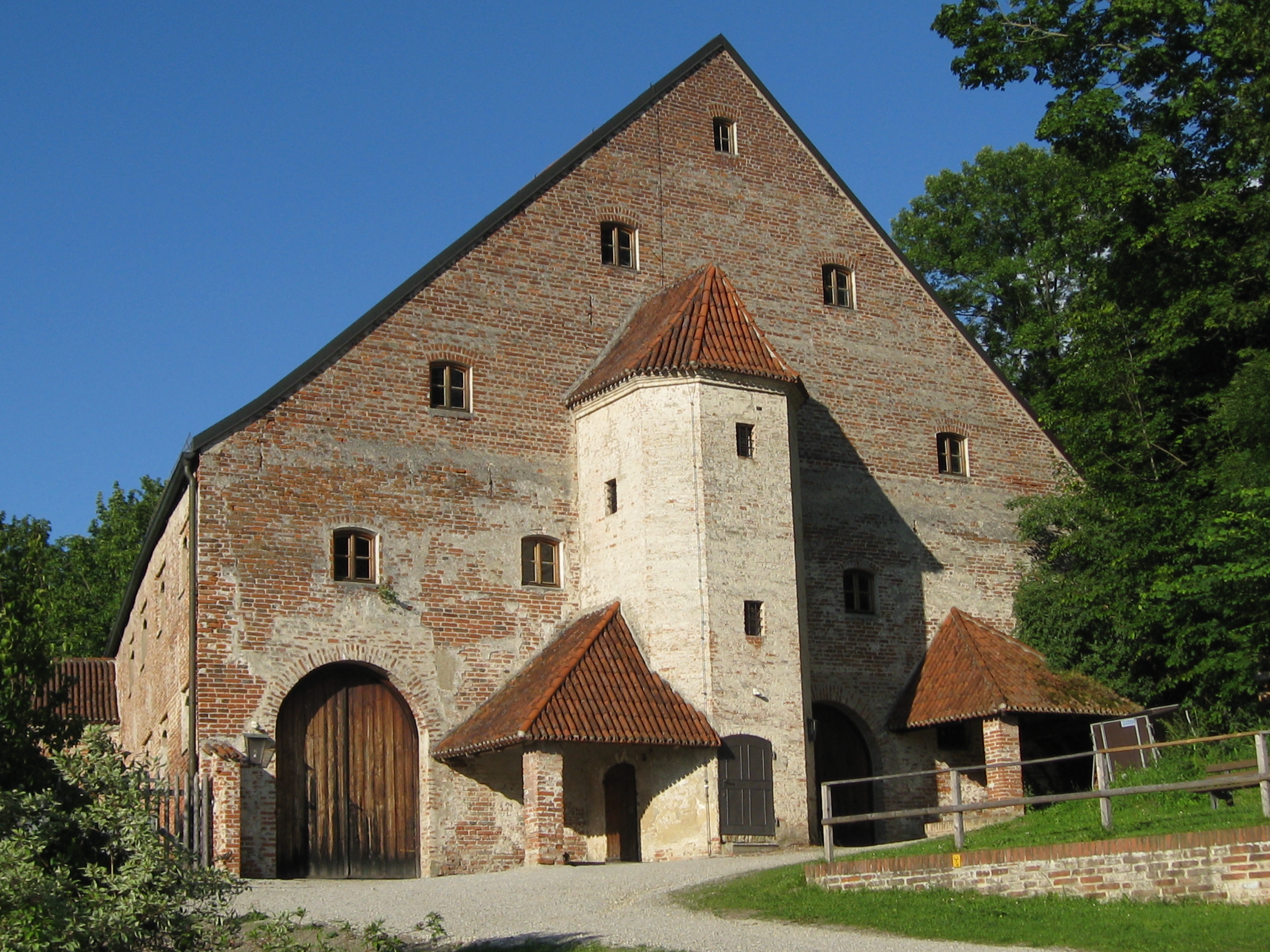
Adega (vista de oeste)
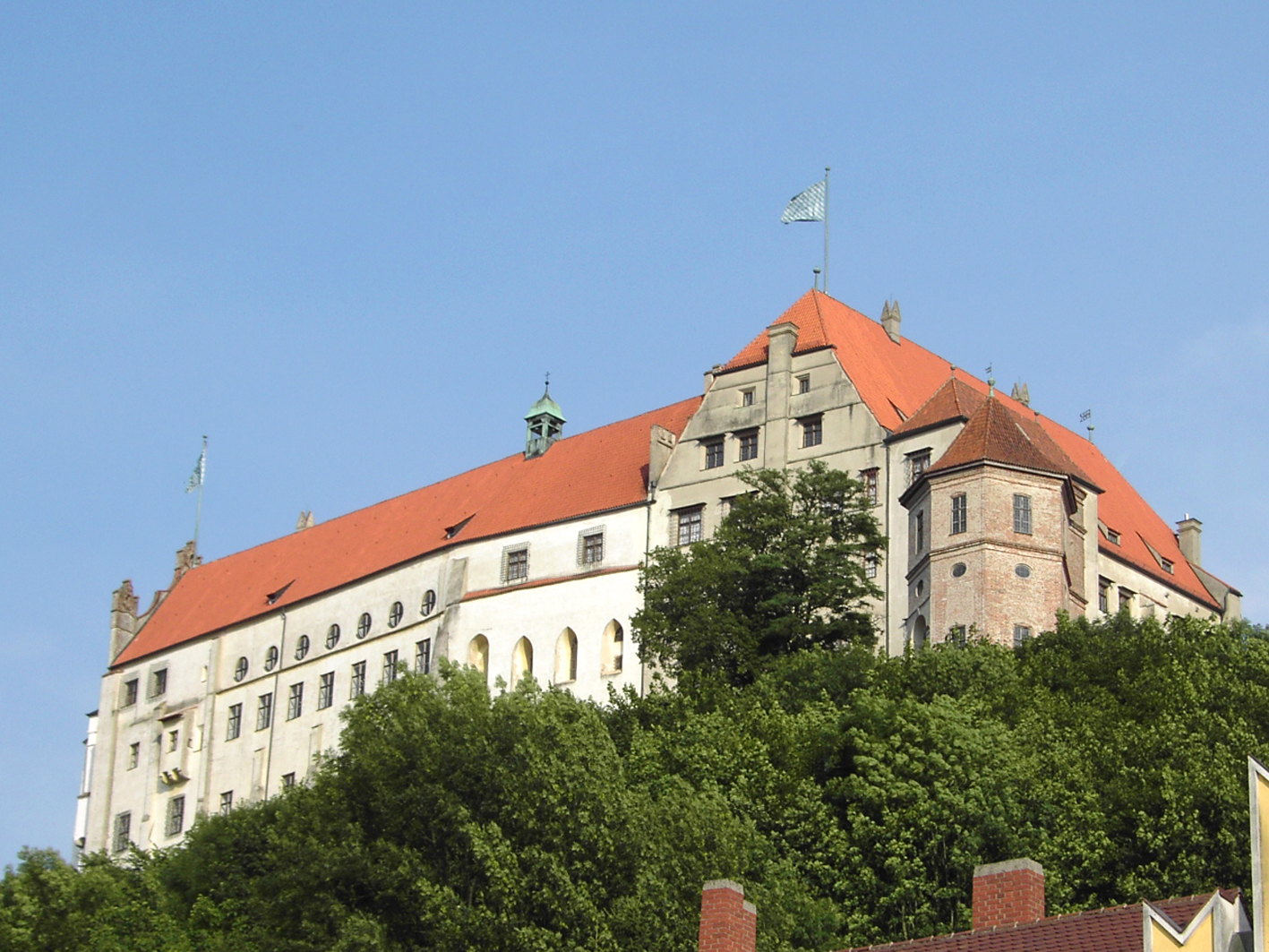
Vista geral do complexo
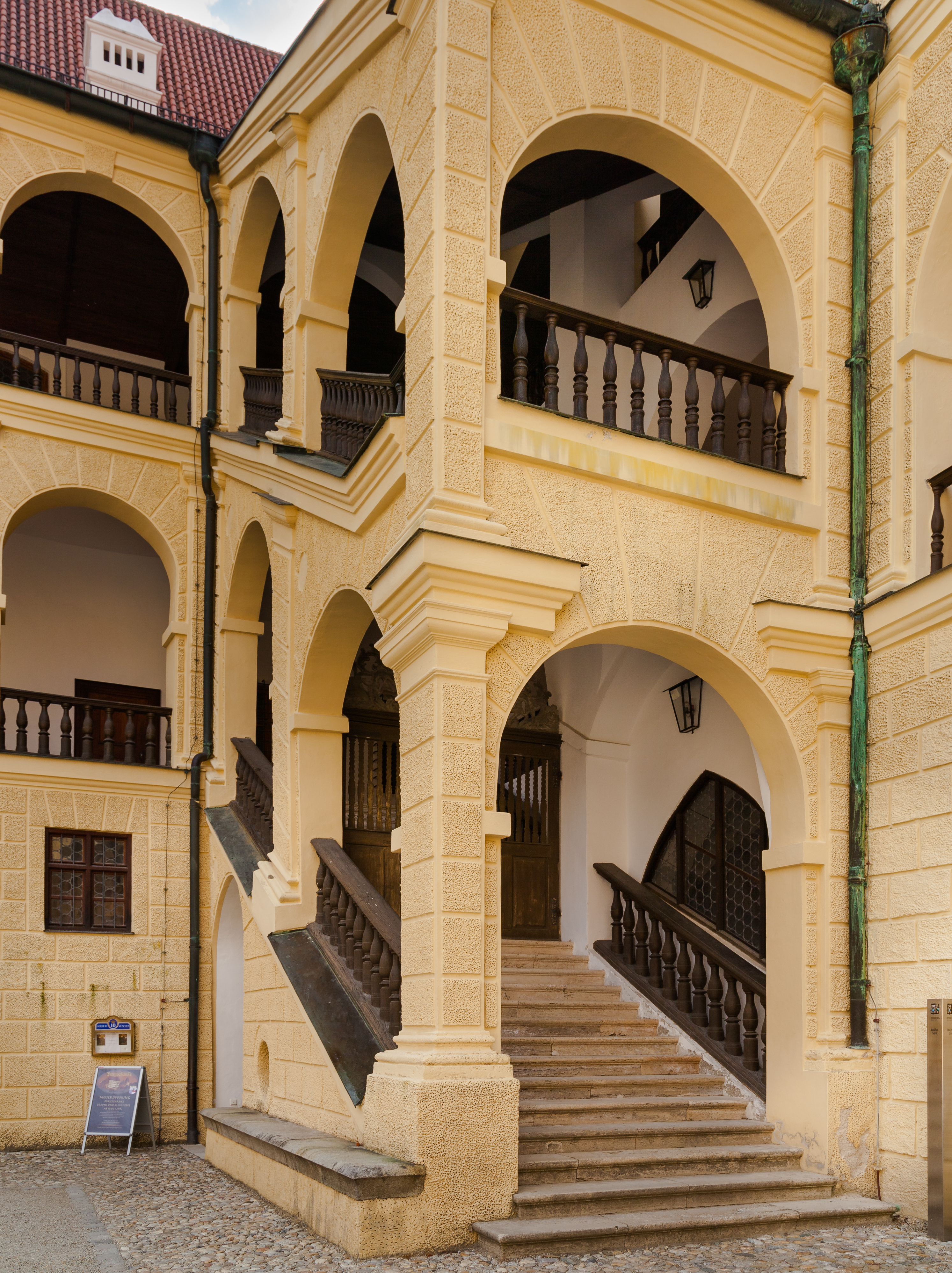
Escadaria no pátio

## Algumas áreas características do castelo

### Salão dos Cavaleiros
O Salão dos Cavaleiros do Burg Trausnitz pertence aos edifícios principais do século XIII e já existia por volta de 1260/1270. O salão tem uma área de 245 m² e está dividido em duas naves. As construções que foram usadas pertencem ao período do chamado "gótico cisterciense". Actualmente, o Salão dos Cavaleiros é usado para banquetes festivos ou exposições de curta duração

### Torre Terraço (Söller)
A "Loggia", já chamada de Söller desde 1493, foi acabada no século XVI. A Torre Terraço permite uma grande vista da cidade através dos arcos. No lado leste existe uma torre-escada. O tecto de madeira com rosetas remonta à época de Guilherme V. No lado sul da sala existe uma plataforma de música murada. O Söller é hoje usado para várias funções diferentes e pode acolher até um máximo de 99 pessoas.

### Salão Branco
O Salão Branco fica no primeiro andar do "Dürnitz" e está directamente acima do Salão dos Cavaleiros. Provavelmente, este salão existe desde o século XV e foi planeado como um grande salão de baile. Como já foi dito, parece nunca ter sido concluído, uma vez que não existem vestígios de pinturas, como seria de esperar para o castelo da época. O salão com uma área de cerca de 240 m² e altura de dois pisos, é actualmente usado para banquetes, acolhimentos, concertos e leituras. Os visitantes podem desfrutar da ampla vista sobre a cidade antiga de Landshut.

### Escadaria dos Tolos (Narrentreppe)
A escadaria monumental é o único testemunho visual neste estilo e, simultaneamente, é a representação mais antiga da arte dramática italiana a norte dos Alpes.
O desenho da pintura de parede, com figuras em tamanho real, foi encomendado em 1575 pelo Duque Guilherme V. As pinturas foram, então desenhadas por Friedrich Sustris e executadas, entre 1575 e 1579, por Alessandro Padovano. As pinturas foram parcialmente destruídas por um incêndio em 1961, mas novamente restauradas.
Na escadaria está presente um Pantaleão na forma de um ridículo amante idoso e outras figuras da Commedia dell’arte italiana.

### Câmara de Arte e Curiosidades
Um fenómeno no Renascimento que proliferou na Europa ao longo dos séculos XVI e XVII, o gabinete de curiosidades era, em essência, uma colecção pessoal de objectos raros, desconhecidos e maravilhosos. Popular, visual e enciclopédica na sua abordagem, estes gabinetes, ou wunderkammern, incluíam uma diversidade de exemplares tanto de mundos conhecidos como de recém-descobertos. Estas colecções de objectos curiosos, que eram aparentemente não humanos em natureza, requerem a ideia ou aplicação de características e traços para descrever o seu estado inumano.
A Câmara de Arte e Curiosidades de Trausnitz, a qual foi arranjada pelo Príncipe Guilherme em 1579 e, então, levada para Munqique, é uma colecção de 750 peças, incluindo obras de arte, tesouros do Oriente e curiosidades típicas das colecções possuídas por governantes na era renascentista. Foi reaberto em Setembro de 2004 como parte do Bayerisches Nationalmuseum. A câmara está dividida em quatro temas diferentes. ARTIFICIALA — prestidigitação maravilhosa — contém sumptuosos bronzes e pinturas mas também diminutas esculturas em pedras de ameixa. NATURALIA — a maravilha da natureza — mostra animais empalhados, extraordinários chifres, mexilhões e minerais. O hall de EXOTICA — maravilhas de países estrangeiros — contém artesanato de corais, marfim e madrepérola. SCIENTIFICA — ciência organiza o mundo — mostra instrumentos científicos de aquisição racional do mundo em 1600.

## O castelo como cenário cinematográfico
- Parte do quarto telefilme "Wallenstein" foi filmado, em 1978, nos espaços do Burg Trausnitz.
- Em 2008, o castelo serviu de cenário para o filme 1½ Ritter – Auf der Suche nach der hinreißenden Herzelinde[8].